# Fort de Nya Elfsborg
Le Fort de Nya Elfsborg (en suédois Nya Älvsborgs fästning) est un fort bastionné établi sur un îlot de l'estuaire du Göta älv. Il a été construit au XVIIe siècle pour la défense du port de Göteborg.
En été, il est relié au centre de Göteborg par bateaux.